# Croix des Flins
La croix des Flins, est une croix du XVIIe siècle, protégé au titre des biens classés de Wallonie, situé sur le territoire du hameau de Medendorf, de la commune de Bullange, dans la province de Liège en Belgique.

## Historique
La croix est érigée en 1637 pour commémorer, selon la tradition, la mort de Johann Vils tué par un taureau sauvage.
La croix est protégée au titre des biens classés de Wallonie en 1995, protection renforcée en 2014 par l'ajout d'une zone de protection.

## Description
Les dimensions de la croix sont d'environ 80 cm de hauteur sur 80 cm d'envergure. Elle conserve encore une trace de son inscription : « ANNO 1637 IOHANN IHS ..LS ... M .. ». D'anciennes sources permettent de connaitre la totalité de l'inscription : « ANNO 1637. IOHANN IHS VILS BULL THE 30 MEI. ». Une rosace est gravée de l'autre coté de la croix.